# Nicholas Quenet
Nicholas Quenet (1997) es un deportista sudafricano que compite en triatlón.
Ganó una medalla en los Juegos Panafricanos de 2023 y tres medallas en el Campeonato Africano de Triatlón, en los años 2021 y 2022.

## Palmarés internacional
| Juegos Panafricanos | Juegos Panafricanos     | Juegos Panafricanos | Juegos Panafricanos |
| Año                 | Lugar                   | Medalla             | Prueba              |
| ------------------- | ----------------------- | ------------------- | ------------------- |
| 2023                | Acra (Ghana)            | Medalla de oro      | Individual          |
| Campeonato Africano |                         |                     |                     |
| Año                 | Lugar                   | Medalla             | Prueba              |
| 2021                | Sharm el-Sheij (Egipto) | Medalla de bronce   | Individual          |
| 2022                | Agadir (Marruecos)      | Medalla de oro      | Relevo mixto        |
| 2022                | Agadir (Marruecos)      | Medalla de bronce   | Individual          |